# Andy Murray
 Ovo je glavno značenje pojma Andy Murray. Za druga značenja pogledajte Andy Murray (razdvojba).
Andrew "Andy" Murray (Glasgow, 15. svibnja 1987.), umirovljeni je škotski tenisač. Godine 2013. je osvojio Wimbledon i tako postao prvi Britanac kojem je to uspjelo nakon Freda Perryja, koji ga je osvojio 1936. godine. U igri za naslov pobijedio je prvog tenisača svijeta Srbina Novaka Đokovića, rezultatom od 3:0.
Andy Murray počeo je igrati tenis sa samo 2 godine, a profesionalac je postao s 18 godina. Najbolje igra na tvrdima podlogama, a u posljednje vrijeme trenira na zemljanim podlogama, da unaprijedi svoju igru na toj podlogi. Svoj prvi turnir osvojio je 2006. u San Joseu (SAD) tako što je u finalu pobijedio Lleytona Hewitta (2–6, 6–1, 7–6(3)). Murrayjev najveći uspjeh je igranje u finalu US Opena 2008. godine, u kojem je izgubio od Rogera Federera (6–2, 7–5, 6–2). Također, osvojio je i dva turnira iz Masters serije, Cincinnati i Madrid (oba 2008. godine). 
Andyjev mlađi brat Jamie Murray također igra tenis, ali gotovo sve mečeve igra u parovima. Trenutno je najbolje rangirani britanski tenisač u parovima.

## Nacionalni identitet
Andy Murray je na Wimbledonu izjavio da će na sljedećem svjetskom prvenstvu navijati za svakoga osim Engleske. Osim te izjave mnogi ljudi su govorili kako su ga vidjeli na utakmici Engleske i Paragvaja kako nosi paragvajski dres. Nakon toga Andy je malo smirio napetosti izjavom da on nije anti-Englez niti je to ikada bio. Dodatno je napetosti smirio Tim Henman kad je izjavio da su glasine o nošenju paragvajskog dresa na toj utakmici neistinite.

## Zanimljivosti
Andy je veliki navijač škotskog nogometnog kluba Hiberniana, jer je njegov otac igrao u tom klubu.

## Osvojeni turniri

### Pojedinačno
| Br. | Nadnevak            | Turnir                  | Suparnik u finalu     | Rezultat                    |
| 1.  | 19. veljače 2006.   | San Jose                | Lleyton Hewitt        | 2:6, 6:1, 7:6(3)            |
| 2.  | 18. veljače 2007.   | San Jose                | Ivo Karlović          | 6:7(3), 6:4, 7:6(2)         |
| 3.  | 28. listopada 2007. | Sankt-Peterburg         | Fernando Verdasco     | 6:2, 6:3                    |
| 4.  | 5. siječnja 2008.   | Doha                    | Stanislas Wawrinka    | 6:4, 4:6, 6:2               |
| 5.  | 17. veljače 2008.   | Marseille               | Mario Ančić           | 6:3, 6:4                    |
| 6.  | 3. ožujka 2008.     | Cincinnati              | Novak Đoković         | 7:6(4), 7:6(5)              |
| 7.  | 19. listopada 2008. | Madrid                  | Gilles Simon          | 6:4, 7:6(6)                 |
| 8.  | 26. listopada 2008. | Sankt-Peterburg         | Andrey Golubev        | 6:1, 6:1                    |
| 9.  | 10. siječnja 2009.  | Doha                    | Andy Roddick          | 6:4, 6:2                    |
| 10. | 15. veljače 2009.   | Rotterdam               | Rafael Nadal          | 6:3, 4:6, 6:0               |
| 11. | 5. travnja 2009.    | Key Biscayne            | Novak Đoković         | 6:2, 7:5                    |
| 12. | 14. lipnja 2009.    | London                  | James Blake           | 7:5, 6:4                    |
| 13. | 16. kolovoza 2009.  | Montréal                | Juan Martín del Potro | 6:7(4), 7:6(3), 6:1         |
| 14. | 8. studenoga 2009.  | Valencia                | Mihail Južnjij        | 6:3, 6:2                    |
| 15. | 15. kolovoza 2010.  | Toronto                 | Roger Federer         | 7:5, 7:5                    |
| 16. | 17. listopada 2010. | Šangaj                  | Roger Federer         | 6:3, 6:2                    |
| 17. | 12. lipnja 2011.    | London                  | Jo-Wilfried Tsonga    | 3:6, 7:6(2), 6:4            |
| 18. | 21. kolovoza 2011.  | Cincinnati              | Novak Đoković         | 6:4, 3:0 pred.              |
| 19. | 2. listopada 2011.  | Bangkok                 | Donald Young          | 6:2, 6:0                    |
| 20. | 9. listopada 2011.  | Tokio                   | Rafael Nadal          | 3:6, 6:2, 6:0               |
| 21. | 16. listopada 2011. | Šangaj                  | David Ferrer          | 7:5, 6:4                    |
| 22. | 8. siječnja 2012.   | Brisbane                | Aleksandar Dolgopolov | 6:1, 6:3                    |
| 23. | 5. kolovoza 2012.   | Olimpijske igre, London | Roger Federer         | 6:2, 6:1, 6:4               |
| 24. | 9. rujna 2012.      | US Open                 | Novak Đoković         | 7:6(10), 7:5, 2:6, 3:6, 6:2 |
| 25. | 6. siječnja 2013.   | Brisbane                | Grigor Dimitrov       | 7:6(0), 6:4                 |
| 26. | 31. ožujka 2013.    | Miami                   | David Ferrer          | 2:6, 6:4, 7:6(1)            |
| 27. | 16. lipnja 2013.    | London                  | Marin Čilić           | 5:7, 7:5, 6:3               |
| 28. | 7. srpnja 2013.     | Wimbledon               | Novak Đoković         | 6:4, 7:5, 6:4               |

## Vanjske poveznice
- Službena stranica  Arhivirana inačica izvorne stranice od 5. ožujka 2009. (Wayback Machine)